# Gyrinus dicrus
Gyrinus dicrus là một loài bọ cánh cứng trong họ van Gyrinidae. Loài này được Melsheimer miêu tả khoa học năm 1806.